# Madrigaux de Carlo Gesualdo
Les madrigaux de Carlo Gesualdo sont des compositions vocales et polyphoniques, sur des poèmes à thèmes profanes. Répartis en six recueils (dénommés livres), ces cent vingt-cinq pièces couvrent toute la vie créatrice de leur auteur et témoignent de l'évolution de son langage, en particulier sous le rapport de l'harmonie. 
Les deux premiers livres, publiés en 1591, sont  élégants et témoignent d'une grande maîtrise des formes classiques. Les deux livres suivants, publiés dès 1595, témoignent d'un langage musical personnel et audacieux. Quant aux deux derniers livres, publiés en 1611, les enchaînements d'accords inouïs, les dissonances et le chromatisme qui s'y déploient étonnent encore les auditeurs du XXIe siècle.
Ces madrigaux « expérimentaux », douloureux et sensuels, sont à l'origine de la réputation de Carlo Gesualdo comme compositeur, malgré les réserves et l'incompréhension de nombreux musicologues attachés aux principes de l'harmonie tonale. D'autre part, la critique a toujours associé l'univers poétique, baroque et ténébreux, de ces pièces chantées à la personnalité de leur auteur, prince de Venosa, comte de Conza et assassin de sa première épouse adultère, Maria d'Avalos.
L'analyse des compositions de Gesualdo révèle bien des paradoxes et des ambiguïtés, tant du point de vue de la technique musicale que de leur interprétation en termes poétiques. Ainsi, ce vaste ensemble de madrigaux garde intact son pouvoir de séduction et de fascination.

## Contexte
Le madrigal, genre poétique né au XIVe siècle et tombé en désuétude au XVe siècle, connut une nouvelle floraison sous une forme totalement renouvelée au XVIe siècle. Cette renaissance était liée au développement de l’humanisme et à l’avènement de nouvelles figures littéraires : aux pères de la poésie italienne, Dante (1265-1321) et Pétrarque (1304-1374), succédèrent alors les créateurs d’une nouvelle forme de poesia per musica : Giovanni Battista Guarini (1538-1612), Torquato Tasso (1544-1595) et le cavalier napolitain Giovan Battista Marino (1569-1625).

### Le madrigal italien à la fin de la Renaissance
L’ensemble de l’œuvre de Gesualdo relève d’un style d’écriture unique : la polyphonie contrapuntique. Sa pensée musicale, comme celle de tous les auteurs de la Renaissance, est avant tout d’ordre mélodique, s'appliquant à des thèmes profanes pour le madrigal, et à des thèmes religieux pour le motet. Lorsque le jeune compositeur entreprit de publier ses premières pièces vocales (dans le second livre de motets de Stefano Felis, en 1585), madrigal et motet constituaient un genre musical en plein essor, particulièrement prisé des cours italiennes. Luzzasco Luzzaschi (à partir de 1571) et Luca Marenzio (à partir de 1580) avaient publié leurs premiers livres de madrigaux à cinq voix, qui connurent de nombreuses éditions en quelques années. Monteverdi publia son premier livre de madrigaux en 1587.

### Une forme en évolution
L'œuvre de Gesualdo prend place dans « une époque où le langage musical connut de profonds bouleversements », et le prince compositeur « assista à l'émergence de nouvelles formes et techniques musicales : la basse continue, la monodie accompagnée, l'opéra, la toccata, la sonata… »
Les œuvres de la maturité de Monteverdi virent l’apparition du stile concertato et de la basse continue dans l’univers du madrigal. La présence de cette nouvelle forme d’accompagnement instrumental permettait de libérer la texture polyphonique de toute contrainte d’effectif. Dans le madrigal T’amo mia vita de son cinquième livre de madrigaux (1605), Monteverdi organise un dialogue concertant entre une soprano seule et un groupe de quatre chanteurs, opposant les sections poétiques en style direct et indirect. Cette organisation est justifiée, selon Denis Morrier, par l’analyse minutieuse du texte : les vers formant la déclamation de l’amante sont confiés à la soliste, tandis que les commentaires de l’amant sont traités de manière polyphonique.

### Le madrigal selon Gesualdo
Gesualdo ne recourut jamais à ces innovations que proposaient les auteurs modernes de son temps. Sa version de T’amo mia vita, dans son propre cinquième livre de madrigaux (1611), ne montre aucune des préoccupations de représentation vraisemblable des passions, telles qu’illustrées par Monteverdi. Son œuvre et ses écrits ne présentent aucun signe d’intérêt pour les travaux des monodistes florentins, Jacopo Corsi, Ottavio Rinuccini et Giulio Romano, entre autres, qu’il avait pourtant rencontrés. Gesualdo est toujours resté résolument fidèle à la polyphonie et à la modalité traditionnelles.
Les madrigaux du prince de Venosa revêtent donc la forme la plus « classique » du madrigal du XVIe siècle. Il s’agit de compositions polyphoniques contrapuntiques, généralement à cinq voix. On ne compte que deux exceptions : Donna, se m’ancidete, du troisième livre et Il sol, qual or più splende du quatrième livre, qui sont à six voix. Denis Morrier voit dans cet attachement aux formes anciennes, d'une grande exigence technique, un des premiers paradoxes de l'œuvre de Gesualdo, prince et compositeur : « On pourrait croire qu'il est libre de toute création, qu'il ne connaît aucune contrainte de genre et de style. Et pourtant, du seul point de vue de la forme, il paraît moins novateur que la plupart des musiciens « serviteurs » des cours italiennes : Monteverdi, Luzzaschi, Peri, Caccini. Ultime paradoxe : par sa position et son titre, il est en fait soumis, bien plus que ces derniers, à la nécessité de paraître et, d'une certaine manière, à celle de plaire. »
Gesualdo n'en est pas moins considéré par ses contemporains comme « un des apôtres de la musica moderna ».

## Composition

### Dispositifs polyphoniques
Suivant la pensée polyphonique traditionnelle, chacune des voix assume une fonction précise : le couple ténor-soprano forme le noyau structurel autour duquel se déploient les deux autres voix de complément, alto et basse. Tous les madrigaux de Gesualdo requièrent une cinquième voix, dénommée Quinto et qui ne correspond pas à une tessiture de voix fixe : elle correspond parfois à un second ténor ou à un second soprano, ou encore à un second alto et très exceptionnellement à une seconde basse. Pour cette raison, cette quinta pars est parfois considérée dans les traités anciens comme une vox vagans, une « voix errante ».
Dans l’esthétique madrigalesque moderne, incarnée par les madrigaux des quatre derniers livres de Monteverdi, cette voix de Quinto a tendance à se stabiliser comme étant un second soprano. L’examen des madrigaux des Gesualdo montre qu’il demeura fidèle à l’esthétique précédente : ses parties de Quinto sont confiées autant à des ténors qu’à des sopranos, et parfois à des altos. Les madrigaux à deux ténors privilégient ces deux voix, autour desquelles s’articule toute la polyphonie.

### L'importance du ténor
Jusque dans ses dernières œuvres, Gesualdo privilégie les parties de ténor comme parties structurelles. Ainsi, dans le sixième livre, le madrigal Moro, lasso al mio duolo, aux chromatismes si spectaculaires, reste tout entier fondé sur le principe d’un ténor conducteur.
Cette particularité a permis à Elio Durante et Anna Martellotti d'affirmer que Gesualdo possédait une belle voix de ténor. Les musicologues ont noté, au-delà du soin apporté à cette partie, simple ou double dès les deux premiers livres de madrigaux, l'absence d'un ténor parmi les chanteurs dans la suite du prince, lors de son voyage vers Ferrare.
Denis Morrier observe que « les deux derniers livres présentent toutefois une évolution sensible de cette conception polyphonique ».

## L'œuvre dans son devenir
La carrière de Gesualdo, du point de vue de la publication des œuvres, tient en trois grandes dates : l'arrivée du compositeur à Ferrare entraîne l'impression des deux premiers livres. Son séjour prolongé dans cette ville (malgré une absence prolongée vers Florence et Venise) est suivie de la parution des deux livres suivants. Un silence de quinze années précède la publication des deux derniers livres de madrigaux.
Il est donc aisé d'associer de grandes « phases » de composition à ces évènements purement éditoriaux :
1. 1594 : Les madrigaux « de jeunesse » des premier et second livres ;
2. 1595-1596 : Les madrigaux de la maturité des troisième et quatrième livres ;
3. 1611 : Les madrigaux « expérimentaux », ou « d'avant-garde », des cinquième et sixième livres.

Cependant, il n'est pas possible de connaître une date de composition précise pour chaque madrigal, et l'ordre des pièces au sein de chaque livre n'est probablement pas chronologique. Cependant, la lecture des textes mis en musique les uns à la suite des autres ne permet pas de dégager une progression ou un parcours dramatique : Gesualdo, à la différence de Monteverdi, considère le madrigal en tant que forme « parfaite », comme de la musique « pure », chaque pièce pouvant être chantée de manière indépendante.
Une analyse plus fine des livres publiés à une même date permet d'observer, malgré tout, une organisation harmonique subtile, et combien chaque livre représente un « progrès » dans le prolongement esthétique du précédent : le second livre par rapport au premier, et ainsi de suite.

### De Naples à Ferrare
Les premières compositions de Gesualdo furent présentées dans des recueils assemblés et faisant intervenir plusieurs auteurs. Un premier livre de madrigaux (aujourd'hui perdu) paraît à Naples, en 1591. La seule indication précise sur le style « de jeunesse » du compositeur consiste en son abandon déclaré, selon le témoignage du comte Fontanelli, auquel il déclare « avoir laissé son premier style pour celui du maître Luzzasco, qu'il admire tant ».
L'épanouissement musical de Gesualdo est, en effet, inséparable du phénomène musical dont Ferrare était le lieu privilégié. Depuis le début du XVIe siècle, la ville avait acquis une grande réputation de « capitale de la musique », honorée par la présence de Josquin des Prés puis Jacob Obrecht au service d'Hercule Ier d'Este. Le duc Alphonse II d'Este tenait une cour magnifique, où le concerto delle donne, dirigé par Luzzaschi, était chargé de sa musique privée (Musica reservata). Gesualdo, admis dans le cercle de famille du duc d'Este, avait également accès à ce « cénacle » musical de haute qualité, très fermé, dont il partageait l'intérêt pour les recherches en termes d'agréments, d'expression et de raffinements chromatiques.

### Les madrigaux de jeunesse
Les premier et second livres de madrigaux à cinq voix ont été publiés à Ferrare, en 1594, mais leur composition peut remonter, pour certains, aussi loin que l'année 1586.
Il est caractéristique d'observer que les poèmes choisis par le compositeur avaient fait l'objet de nombreuses mises en musique, par les plus grands musiciens de son temps. Ainsi, Tirsi morir volea avait déjà été traité par une vingtaine de compositeurs, dont Luca Marenzio (1580), Giaches de Wert (1581), Philippe de Monte (1586) et Andrea Gabrieli (1587), lorsque Gesualdo en donne sa version, d'une belle tenue vocale et d'une grande complexité d'écriture.
La technique des premiers livres de Gesualdo est irréprochable. Cependant, c'est par ce souci de perfection formelle (au sens où l'on parle, dans la bonne société, de « parfaite respectabilité ») que ces madrigaux paraissent parfois inférieurs à leurs modèles. À propos de Baci soavi e cari, le musicologue et éditeur Wilhelm Weismann met en regard le même poème traité par Monteverdi, et compare les deux versions : « Une dame de cour précieusement vêtue devant un enfant de la nature ».
Pour les auditeurs contemporains, fascinés ou prévenus envers Gesualdo, veuf et assassin à vingt-cinq ans, il est plus difficile d'admettre une telle conduite « irréprochable » dans le traitement des voix. Pour un spécialiste du madrigal, le poids de règles apprises et d'exemples encore à assimiler se fait moins sentir dès le second livre. Un madrigal comme Sento che nel partire montre pour la première fois un profil chromatique et chantant, dans une composition dont la rigueur soutient l'émotion et ne l'étouffe pas.

### Les madrigaux de la maturité
Les troisième et quatrième livres de madrigaux, publiés respectivement en 1595 et 1596, ont été composés lors du séjour du compositeur à Ferrare. Cette période est certainement la plus prolifique pour ce qui concerne la production madrigalesque de Gesualdo, dont les pièces apparaissent « du point de vue de la technique compositionnelle, beaucoup plus médités ».
Les témoignages de musiciens dans l'entourage du prince permettent de surprendre le compositeur au travail : Gesualdo travaillait volontiers sur plusieurs madrigaux différents dans le même temps. Si aucune esquisse ou aucun manuscrit n'a survécu, on peut raisonnablement supposer que les madrigaux ont connu des versions préparatoires, et que Gesualdo les faisait « essayer » par ses chanteurs pour améliorer certains détails.
Dès le premier madrigal du troisième livre, Voi volete ch'io mora, la rupture semble consommée avec le ton des premiers livres, qui était gracieux et léger. Denis Morrier estime que « ce livre présente une évidente rupture de style. Le langage musical paraît plus hardi, plus avancé ». Les tenues vocales ont gagné en durée, en cohérence, alors que le langage harmonique tend vers le chromatisme et de longues combinaisons présentant des accords mouvants et changeant d'éclairage au gré des mots.
Dans le madrigal Non t’amo, o voce ingrata (III.11), Gesualdo ménage un effet dramatique saisissant en introduisant subitement les chromatismes sur le vers Ahi non si puo morire. Denis Morrier, qui trouve la pièce « fascinante », ajoute que « le texte devait avoir, pour le compositeur, des résonances presque autobiographiques : Je ne t’aime pas, ô voix ingrate, me disait ma dame ».
Quant au quatrième livre, il s'ouvre sur l'un des madrigaux les plus célèbres de son auteur :
| Luci serene e chiare, Voi m’incendete, voi, ma prova il core Nell’incendio diletto, non dolore. Dolci parole e care, Voi me ferite, voi, ma prova il petto Non dolor della piaga, ma diletto. O miracol d’Amore ! Alma ch’è tutta foco e tutta sangue Si strugge e non si duol, more e non langue. | Yeux sereins et clairs, Vous m’incendiez, vous, mais ce que le cœur éprouve Dans l’incendie est un plaisir, non la douleur. Paroles douces et chères, Vous me blessez, vous, mais ce que le sein éprouve N’est pas la douleur dans la blessure, mais un délice. ô miracle d’Amour ! L’âme, toute à feu et à sang, Se détruit et ne souffre point, meurt et ne languit point. |

En l'espace de neuf vers, toute la poétique musicale de Gesualdo se déploie. Ses thèmes de prédilections, désormais immédiatement reconnaissables, sont traités avec un grand raffinement d'écriture dans une composition rigoureuse et claire pour l'auditeur. Ainsi, l’évocation lumineuse du début paraît totalement fugitive, face aux développements pathétiques des deux derniers vers, lourds de sens.
Ce même poème fut mis en musique par Monteverdi dans son propre quatrième livre, publié en 1603, et il est permis de préférer la version de Gesualdo, plus homogène, et où « les thèmes sont renforcés par des traits expressifs tels que les soupirs, les silences ou les impressions de silence, qui sont parfois le fait d’accords conventionnels aux voix graves, celles-ci ne parvenant jamais à une réelle culmination ». Selon Jocelyne Kiss, « les tentatives de mouvements ascendants sont systématiquement avortées, ce qui suscite l’impression d’une éternelle insatisfaction baignée de langueur ». Le jeune compositeur cherchant à égaler, au prix d'efforts techniques incessants, les grands compositeurs de son temps, est devenu un maître dont on envie les réalisations. Selon Denis Morrier, « s’il est une ligne de partage des eaux dans la production de Gesualdo, elle est bien figurée par la distance qui sépare ce quatrième livre du précédent ».
Il faut reconnaître que Gesualdo influença alors jusqu'aux musiciens dont il s'était d'abord inspiré. Par sa position sociale importante à Ferrare, et grâce à sa fortune personnelle, il encouragea ainsi Luzzaschi à composer et publier de nouveaux livres de madrigaux, mettant fin à un silence public de plusieurs années pour son ancien maître. De 1595 à 1596, Luzzaschi fit paraître ses quatrième, cinquième et sixième livres de madrigaux à cinq voix. Le premier d'entre eux est expressément dédié au prince de Venosa.
Jocelyne Kiss insiste, par ailleurs, sur le peu d'influence exercée par les musiciens, pourtant remarquables, à la cour d'Alphonse II : ainsi, « l’emphase du  Concerto delle Donne aurait pu susciter une volonté de répondre à cette brillante prestation. Mais il n’en fut rien, et il apparaît que le compositeur développa ses propres idées esthétiques, signe évident d’une personnalité musicale bien établie ».

### Les derniers madrigaux
Les cinquième et sixième livres de madrigaux à cinq voix furent publiés en 1611, à Gesualdo, sous la direction du compositeur qui avait fait emménager un atelier d'imprimerie dans son château. La préface de cette édition, signée Don Pietro Cappuccio, laisse entendre que Gesualdo, souhaitant livrer à la postérité une partition exempte d'erreurs, avait fait héberger l'imprimeur napolitain Giovanni Giacomo Carlino, avec son atelier, pour en contrôler le travail étape par étape. Cette mesure exceptionnelle était justifiée par la nature extraordinaire des pièces à imprimer, et la volonté farouche de Gesualdo de garder un regard sur la qualité et l’exactitude de leur impression.
Les lettres de dédicace de  Don Pietro Cappuccio mentionnent encore que leur composition remonterait aux années de publication des précédents livres, c'est-à-dire vers 1596, alors qu’il résidait encore à Ferrare. Elles sont exceptionnellement riches d'informations, celle du cinquième livre poussant la précision jusqu'à prétendre que « certains compositeurs ont voulu suppléer à la pauvreté de leur génie par un art frauduleux en s'attribuant à eux-mêmes de nombreux beaux passages des œuvres de Votre Excellence, ainsi que de vos inventions, comme cela est advenu tout particulièrement dans ce cinquième livre de vos merveilleux madrigaux. ».
Ainsi, cinq des poèmes mis en musique dans ce cinquième livre figurent dans le sixième livre de madrigaux de Luzzasco Luzzaschi (1596). D'autres encore se trouvent dans le premier livre de madrigaux de Pomponio Nenna, publié en 1613, l'année de la mort de Gesualdo. Cette affirmation est cependant mise en doute par la plupart des historiens et musicologues, qui voient dans ce geste une tentative de revendiquer l'antériorité d'un style « gesualdien », qui aurait eu des imitateurs. Si cela est plausible en effet pour certains madrigaux du cinquième livre, Catherine Deutsch observe que les pièces du dernier livre ne se rattachent à aucune tradition madrigalesque antérieure : avec ses derniers madrigaux, plus originaux et audacieux, Gesualdo entend être considéré véritablement comme un compositeur, un maître dont l'œuvre est appelée à compter dans l'histoire de la musique.
La technique n'est plus le seul souci de Gesualdo. Dans le cinquième livre, un madrigal très caractéristique (O dolorosa gioia) laisse une voix chanter sans accompagnement une phrase chromatique et fascinante, dans l'extrême grave de la tessiture, effet qui tend à désincarner le timbre vocal.
Le mélisme, traditionnellement associé au mot gioia (« joie »), s'assombrit naturellement, puisque le premier vers évoque une joie « douloureuse ». La réussite d'un tel effet tient également au registre longtemps maintenu des voix dans le grave, et aux tenues sur des voyelles profondes (« o », « a », « e »).

## Analyse poétique
Selon Denis Morrier, « l’évolution du style musical de Gesualdo est liée à celle de son goût littéraire ». En effet, « ces choix littéraires ont une incidence directe sur les choix compositionnels. La brièveté des poèmes, et surtout le jeu sur les oppositions de mots vont inciter Gesualdo à adopter un traitement rythmique tout aussi contrasté ».

### Choix de poèmes
Si l'on admet que les poèmes signés d'auteurs jouissant d'une grande popularité ont souvent été choisis par le fait même qu'ils étaient connus et mis en musique sous la plume d'autres compositeurs, on se tournera plutôt vers les poèmes anonymes, ou peu représentés par ailleurs, pour approcher au plus près des goûts de Gesualdo. Selon Jocelyne Kiss, « les premiers livres livres de madrigaux de Gesualdo reflètent à la fois son isolement des principaux pôles culturels et sa formation que l’on pourrait qualifier d’autodidacte ».
De toute évidence, les thèmes poétiques abordés par le compositeur sont « classiques » dans l'ensemble : évocation de scène galante, suppliques ou reproches adressés à une belle dame, soupirs et appel aux plaisirs des sens par des voies détournées, considérations métaphysiques sur la fuite du temps et le passage de la beauté. Tout ceci, depuis les modèles du poète grec Anacréon jusqu'aux Amours de Ronsard, constitue le répertoire du sonnet comme du madrigal. Jocelyne Kiss observe que « les choix littéraires de Gesualdone semblent pas aussi circonscrits et cultivés que peuvent l’être les premières compositions de Marenzio ou de Monteverdi ». Dans ses premiers livres, Denis Morrier considère n'anmoins que « les images sont conventionnelles. Si la rhétorique est raffinée, elle use de mots pétrifiés dans le marbre du classicisme de la Renaissance ».
Dès ses premiers madrigaux, il apparaît également que, pour Gesualdo, « la longueur du poème est un critère important. Lorsqu’il juge que telle poésie n’est pas assez brève à son goût, comme par exemple pour Baci soavi e cari (I.1), le prince compositeur n’hésite pas à la diviser en deux pièces ». On trouve ainsi un grand nombre de prima parte et seconda parte dans ses compositions vocales.

### Évolution du style
Le troisième livre présente, selon Denis Morrier, « une évidente rupture de style : les mots sont plus frappants, plus lourds de sens. Les jeux rhétoriques se font plus hardis. Les thématiques funèbres et macabres, les passions douloureuses, une nouvelle véhémence de ton s’installe durablement ».
Dans le cinquième et le sixième livres, ce sont définitivement des poèmes courts, au style laconique, employant des métaphores précieuses. Les oppositions violentes de mots et d’idées contraires (les oxymores des rhétoriciens) sont les figures de pensée les plus habituelles : mort-vie, joie-douleur, peine-plaisir, présence-absence, amour-désamour.
C'est dans le traitement de tels sujets que Gesualdo apporte véritablement du « nouveau ». Dans le 5e madrigal du cinquième livre, l'alliance baroque de plaisirs et de souffrances entraîne une confusion telle que le contexte amoureux n'est que sous-entendu, comme inutile pour l'expression musicale :
| O dolorosa gioia, O soave dolore, Per cui quest(alma è mesta e lieta more. O miei cari sospiri, Miei graditi martiri, Del vuostro duol non mi lasciare privo, Poiché si dolce mi fa morto e vivo. | Ô douloureuse joie, Ô suave douleur, Qui rend mon âme triste et la fait mourir de délices. Ô mes chers soupirs, Mes martyres bienvenus, Ne me privez pas de votre douleur, Puisque, si doucement, elle me fait vivre et mourir. |

Dans le 13e madrigal du sixième livre, le désir anacréontique de prendre la place d'un objet chéri de la belle qui se refuse, ou d'être changé en papillon pour se poser délicatement sur son sein, est remplacé par l'image d'un moustique assaillant et piquant la cruelle indifférente ! L'abandon de ce désir, au huitième vers, donne à ce madrigal un ton déjà étonnamment baudelairien :
| Ardita zanzaretta, Morde colei che il moi cor strugge e tiene In cosi crude pene, Fugge poi e rivola In quel bel seno che il moi cor invola, Indi la prende e stringe e le dà morte Per sua felice sorte. Ti mordero ancor io, Dolce amato ben mio, E se mi prendi e stringi, ahi, verro meno Provando in quel ben sen dolce. | Hardi, petit moustique, Va, mords et pique celle qui tient et tourmente mon cœur En des liens si cruels, Va, fuis et vole, Vers ce beau sein qui a ravi mon cœur, Pour ce qu’elle l’a pris, le presse et le tue Pour son propre plaisir. Je te mordrai aussi, Ma douce bien-aimée, Et si tu me prends et me serres, ah ! je défaillirai, En goûtant le doux poison de ton sein. |

### Lecanto affetuoso
Gesualdo pratique la technique du canto affettuoso, où la musique façonne ou colore les mots du poème. La tradition en était déjà bien établie, et les compositeurs de la fin du XVIe siècle le portèrent à un haut degré de perfection. L'apparition d'un mot comme accende (« s'élevant ») entraînait les voix vers les notes plus aigües. La tristesse impliquait des valeurs plus longues, la joie des traits plus rapides. Cette technique porte aujourd'hui le nom de « figuralisme » (en anglais, word painting, puisque la musique « peint » la poésie) ou, plus généralement, de « madrigalisme » lorsque le procédé se retrouve dans un autre genre musical, tels que la mélodie ou l'opéra. Dans un madrigal composé selon ces principes, on observe une alternance de sections où toutes les voix adoptent un débit homorythmique (sections dénommées noema ou « neumes », dans les traités anciens) et des sections en imitations contrapuntiques (dénommées fuge, ou « fugues »).
Dans les noema, la déclamation simultanée du texte à toutes les voix permet une meilleure compréhension du sens des mots, tandis que dans les fuge, les voix dialoguent en se décalant les unes des autres, et le texte devient alors difficilement intelligible.
La figure la plus habituelle pour évoquer la douleur est une pénible dissonance (heterolepsis).
L’idée de la mort est le plus souvent illustrée par des figures mélodiques descendantes, souvent chromatiques, et répétées (catabasis).
Les soupirs appellent des silences haletants (suspiratio).
Les cris de douleur, enfin, occasionnent de grands sauts d’intervalles (saltus diurusculus).
Cette technique n'est pas sans danger : Jocelyne Kiss précise que « la brièveté du poème permet à Gesualdo de réaliser des motifs différents pour chaque vers, lesquels juxtaposés, les uns après les autres, semblent, de prime abord, créer un ensemble d’une nature et d’une texture hétérogène, disparate, n’ayant pour seul lien que l’unité du poème ». Pour Denis Morrier, dans les deux derniers livres de madrigaux, « le discours paraît discontinu, tout en contrastes abrupts, sans véritable unité de débit rythmique ou de langage. Le texte seul parvient encore à assurer l’unité de l’œuvre et à justifier toutes ces incohérences ». Glenn Watkins explique de façon similaire pourquoi « plus d'un critique ne voulut voir dans les derniers madrigaux de Gesualdo qu'un amas de monstruosités sans direction ni logique », et ce « jusqu'au milieu du XXe siècle ».

## Analyse musicale
Gesualdo apparaît d'abord comme un compositeur « traditionnel ». Si Monteverdi réalise la transition entre le madrigal maniériste et l'opéra par l'invention du madrigal dramatique, véritable charnière entre Renaissance et Baroque, Gesualdo n'a pas modifié fondamentalement les formes existantes. Il a composé à la manière déjà « vieillissante » de l'époque mais selon un style très personnel, riche en chromatismes, en dissonances et en ruptures rythmiques et harmoniques.

### Harmonie
Gesualdo, comme tous les compositeurs de son temps, envisage la musique selon un système défini et cohérent, qui n'est pas encore la tonalité, mais la modalité. Plus qu’un appareil théorique, la modalité doit être appréhendée comme un « système de pensée musicale ».
Jocelyne Kiss considère que « les tensions ne sont pas omniprésentes et, loin de créer une atmosphère uniforme, elles contribuent à mettre en forme une ambiance vague et vaporeuse spécifique au poème. Cette humeur est volontiers tournée vers le regret provoquant des attentes par une interruption du discours musical, mais aussi des incertitudes au moyen d’une tonalité volontairement flottante ».

#### Organisation modale des livres de madrigaux
L’organisation des trois derniers livres de madrigaux de Gesualdo reflète l’ambiguïté de la hiérarchie des modes à la Renaissance. Dans ces trois ouvrages, Gesualdo explore successivement chacun des douze modes, suivant deux principes de présentation distincts.

#### Modes, transpositions et chromatisme
Les douze modes de la Renaissance s’inscrivent dans ce que les traités dénommaient le « genre diatonique » de la musica recta. Le tétracorde diatonique est organisé en deux tons et un demi-ton diatonique. Le tétracorde chromatique se caractérise par ses contours torturés en trois intervalles inégaux : demi-ton mineur, demi-ton majeur et tierce mineure.
L’emploi du tétracorde chromatique est peu fréquent dans l’œuvre de Gesualdo. Quelques exemples frappants peuvent cependant être cités : dans Veglio si, dal mio sole (III.10), Gesualdo énonce avec insistance le tétracorde chromatique à plusieurs reprises pour souligner la violence du vers qual empia sorte.

### Innovations harmoniques
Dans ses derniers madrigaux, Gesualdo écrit les ornements des lignes mélodiques en toutes notes, alors que, durant tout le XVIe siècle, la coutume voulait que ceux-ci soient effectués par les exécutants selon leurs possibilités. Jocelyne Kiss précise d’ailleurs que « cette tradition suscitait de réels problèmes ».
Sur le plan technique, « les principales innovations de ces derniers recueils ne résident pas dans l’emploi de concepts inédits, mais dans le choix d’accords incluant des notes inusitées comme la, mi, ré ou sol, et dans leur utilisation très singulière ». Glenn Watkins s'est livré ainsi à une étude statistique : « entre le quatrième et le sixième livre, le nombre de notes altérées est multiplié par quatre, et les altérations gagnent la quasi-totalité des degrés de la gamme. Le répertoire classique se limitait, le plus souvent, aux trois premières (fa, do, sol / si, mi, la). Gesualdo étend le phénomène jusqu'aux derniers degrés possibles : mi et si, et do. Seul le fa est absent des derniers madrigaux ».

#### Accidents et audaces chromatiques
L’usage du chromatisme chez Gesualdo ne relève qu’exceptionnellement du « genre chromatique ». La plupart de ses compositions relèvent plutôt du « genre diatonique » et se déploient toujours dans un cadre modal parfaitement défini, enrichi d’évolutions chromatiques.
Selon Mathilde Catz, les innovations de Gesualdo dans le sens du chromatisme se conjuguent sous trois formes : « en perpétuelle tension entre le chromatisme et la nécessité d’une intelligibilité modale, le travail compositionnel instaure un jeu dialectique avec la contrainte : le chromatisme prend toujours appui sur un cadre structuré par la modalité. C’est pourquoi Gesualdo a, ensuite, les mains libres pour faire jouer les degrés chromatiques dans le contrepoint, pour défigurer les formules usées produites par la logique modale jusqu’au point limite où l’identité modale semble menacée. A un autre niveau, le chromatisme peut être réintégré comme partie intégrante de la définition modale, par la constitution de degrés mobiles dont le choix est fonction du mode. […] Enfin, le chromatisme peut engendrer une structure propre, étrangère, mais pas contradictoire à celle de la modalité »
Catherine Deutsch considère cependant que « Rore, Wert ou Marenzio ne laissèrent pas le chromatisme gangrener à ce point la modalité, et ne l'érigèrent jamais en continuel ressort compositionnel comme le fit Gesuald ».

#### Tensions et rupture harmoniques
Le sentiment tonal sombre parfois totalement, du fait d'un recours plus poussé vers le chromatisme dans certains madrigaux du dernier livre, le plus mystérieux et celui qui a suscité le plus longtemps la controverse : Gesualdo composait-il, comme l'a prétendu le musicologue anglais Charles Burney au XVIIIe siècle, « au mépris de toute règle établie et à l'encontre du bon goût, sans connaissance de cause » ? Au contraire, était-il en avance sur son temps de plusieurs siècles ? L'enchaînement des accords, au début de son madrigal le plus célèbre, Moro, lasso al mio duolo ne permet pas de répondre : il soulève toutes ces questions.

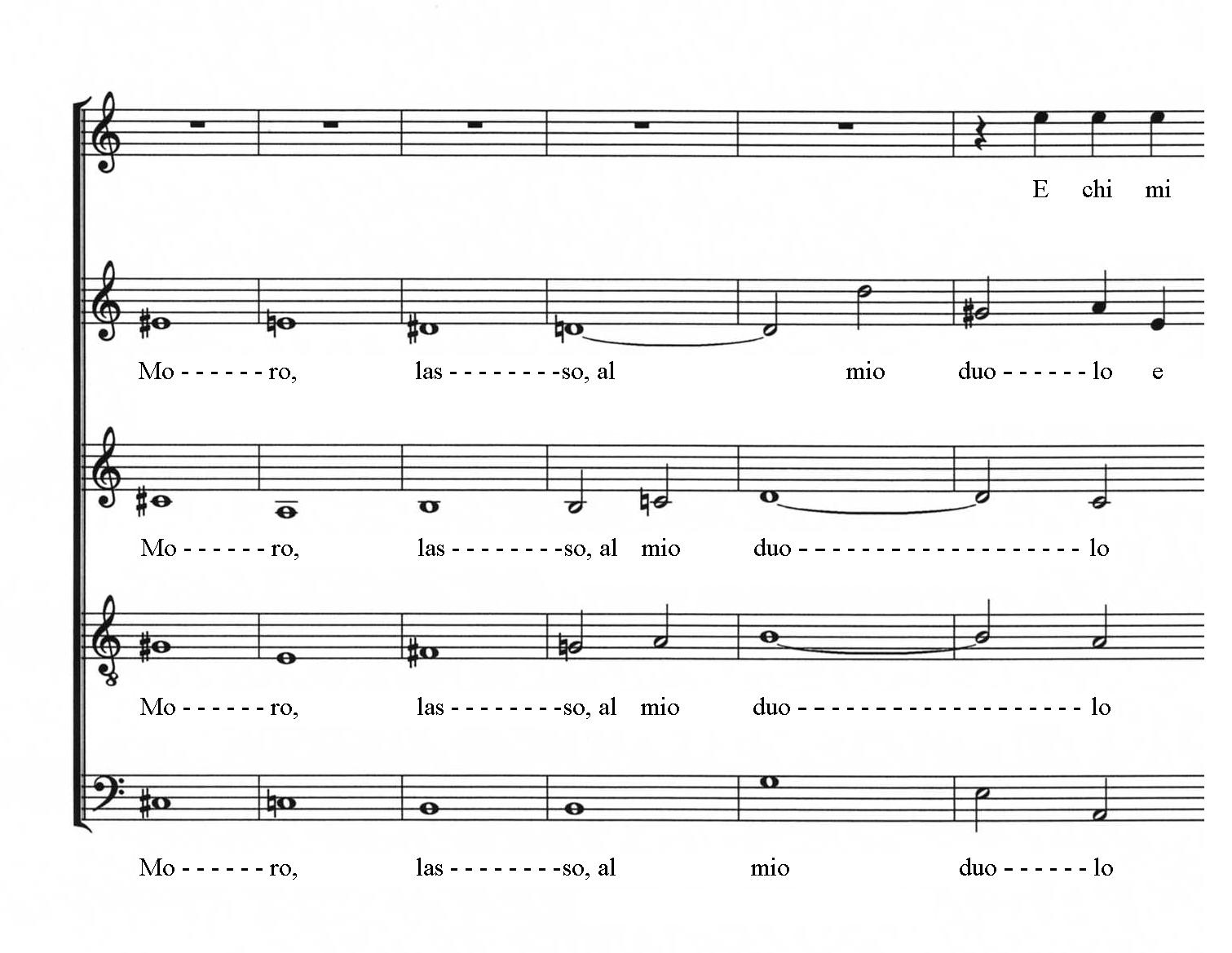
Gesualdo, VI.17, Moro, lasso al mio duolo

En quatre accords, sous une ligne de chant descendant chromatiquement, la musique de Gesualdo passe de do majeur à la mineur, puis de si majeur à sol majeur - tonalités extrêmement éloignées les unes des autres, comme il apparaît plus clairement si l'on projette cet enchaînement sur le cycle des quintes :

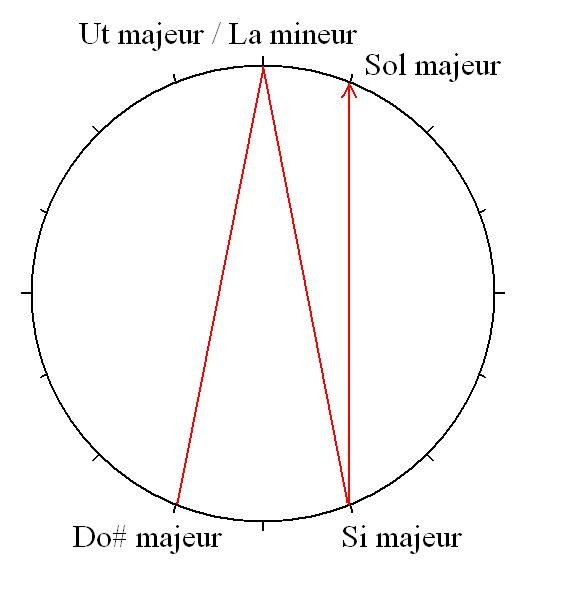

Des oppositions de tonalités aussi frappantes ne seront plus observées avant la symphonie fantastique de Berlioz. On comprend que le compositeur ait souhaité superviser et corriger lui-même la première édition imprimée de ces pièces, plutôt que d'en laisser circuler des copies « corrigées ».

### Madrigalismes
Gesualdo observe les règles de composition du canto affetuoso avec une rigueur implacable. Ce n'est pas, comme le musicologue Charles Burney le prétendait, par un mépris des règles et des conventions établies que le prince-compositeur obtient des effets surprenants, voire déroutants, mais par leur respect absolu. Les nombreux accidents harmoniques et « accidents de parcours » rythmiques des madrigaux du sixième livre sont à mettre en rapport direct avec les occurrences de termes expressifs en oxymores (« soupirer », « pleurer », « crier », « mourir », mais aussi « joie », « chanter », etc.) ou très rapprochés dans les vers.
Le 15e madrigal du sixième livre, Ancide sol la morte (« Seule la Mort peut tuer ») montre une rupture de mouvement caractéristique sur les mots : « moi, mourant pour toi, je mourrai avec joie ». Le premier membre de phrase est l'occasion de dissonances très âpres (quinte et septième majeure) et d'un changement d'harmonies par degrés chromatiques (Ut majeur, La majeur, perte de repère tonal puis Ré majeur, etc.) :

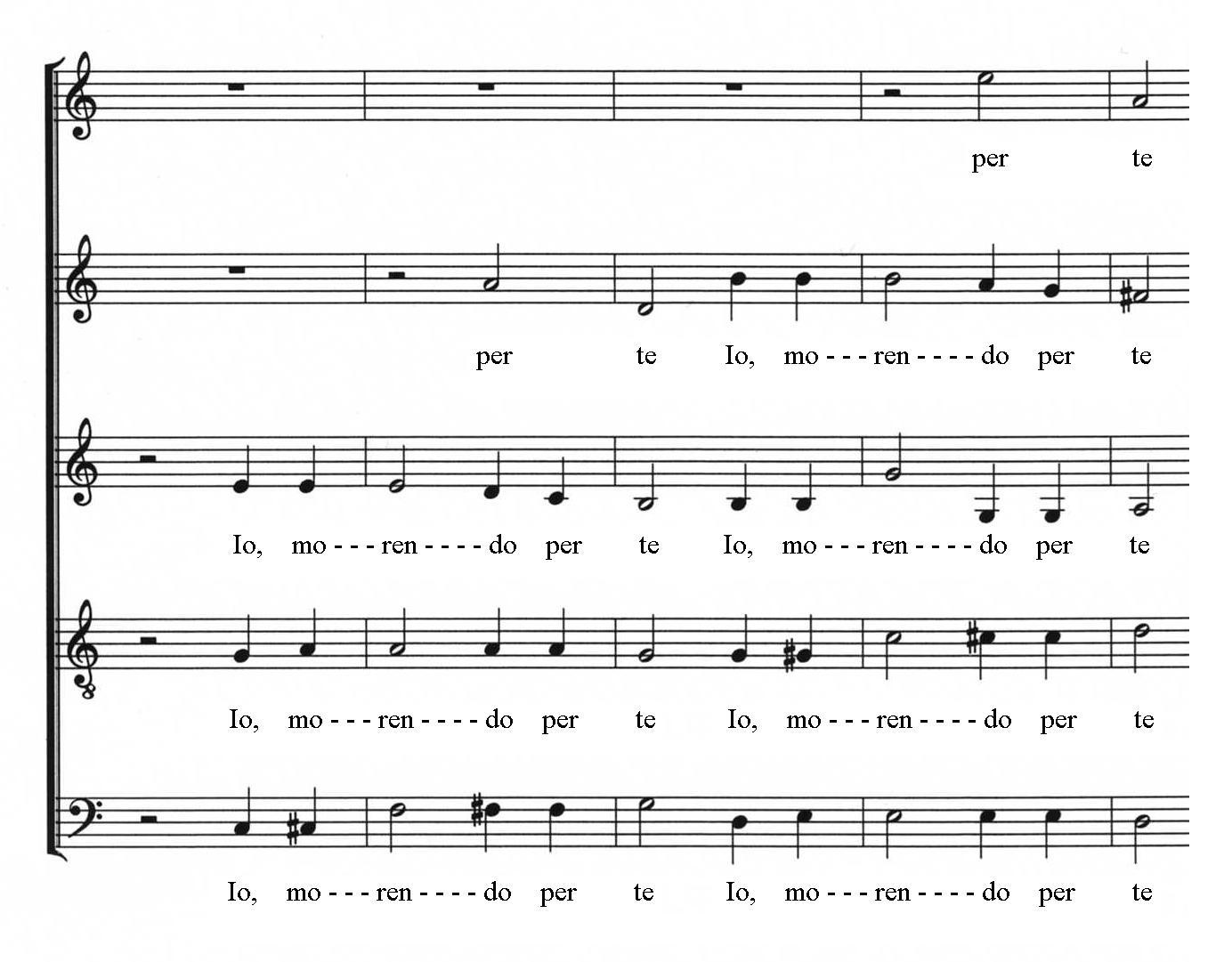
Gesualdo - VI.15 Io, morendo per te

Le débit, assez lent (noires, et blanches tenues exprès sur l'accord dissonant), est approprié pour évoquer un tel sacrifice. Mais la musique enchaîne, en accord avec le texte, sur un contrepoint de traits rapides en mode de Sol, pour signifier la joie (lieto). Cette perturbation trouve à se résoudre grâce au retour du mot morei, sur deux blanches aboutissant en Mi majeur.
Cette succession rapide de modes d'écriture si opposés peut surprendre un auditeur non prévenu :

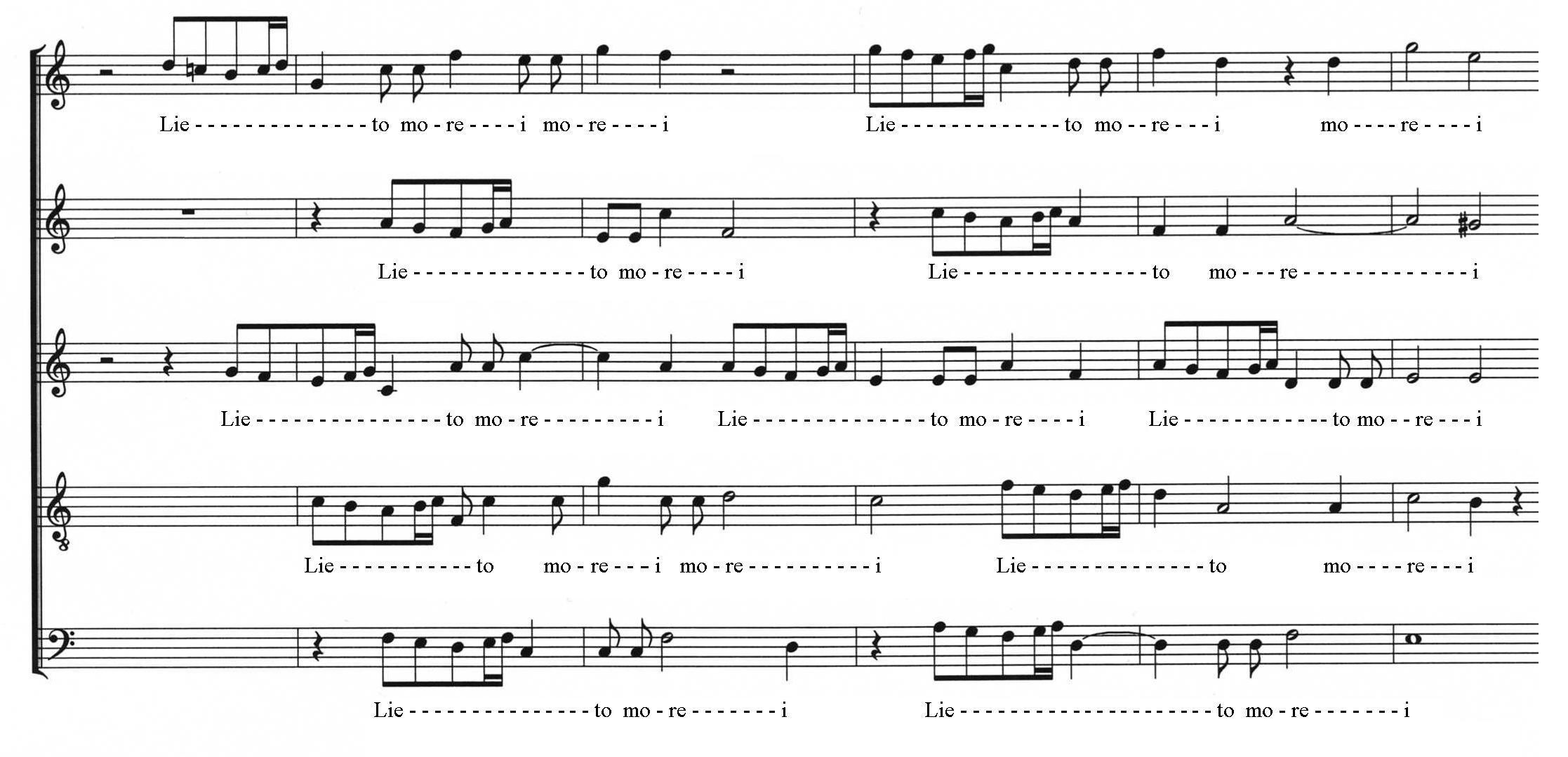
Gesualdo - VI.15 Lieto morei

La question demeure : Gesualdo composait-il une musique si « étrange » seulement parce qu'il mettait en musique des vers baroques et complexes, ou choisissait-il ces poèmes pour pouvoir écrire dans un cadre « acceptable » des harmonies si étonnantes ?

## Analyse thématique
Denis Morrier établit une distinction subtile : « Don Carlo Gesualdo n’est pas un révolutionnaire. Son génie émane, avant toute chose, de l’expression la plus profonde et la plus originale d’une personnalité fascinante, forgée par une destinée exceptionnelle ».

### Une œuvre «autobiographique»
Selon S. Giora Shoham, « ceci n’aurait être pu accompli que par une personnalité divisée, avec un gouffre béant entre tendances sadomasochistes et maniaco-dépressives. Le prince de Venosa, le reclus douloureux, le paria déviant, a rendu possible Gesualdo, le brillant madrigaliste et le génie expressionniste et innovant ».

### Un «complexe de Don Juan»
Dans son ouvrage consacré aux relations entre Art, crime et folie, S. Giora Shoham estime que « l’art de Gesualdo peut être lié au mythe de Don Juan, qui engendra tant d’œuvres liées à la souffrance et au deuil d’un amour perdu ».
Analysant conjointement la poésie du Tasse et sa mise en musique dans le madrigal Luci serene e chiare (IV.1), cet auteur avance qu'« il n’y eut jamais de meilleure indication d’un lien entre innovation, déviance et folie ». Et les images d'amour et de mort de Se la mia morte brami (VI.1) lui suggèrent qu'« en dernier recours, cette douloureuse joie est de mourir d’une mort douce, ce qui revient pour lui à une vie dans l’au-delà auprès de sa bien-aimée ».
De toute évidence, la poésie garde un aspect rhétorique et baroque. Cependant, « les thèmes mêlés d’angoisse, de mort et d’amour trahi, exprimé par une musique chromatique et dissonante, nous font trembler jusqu’à l’âme ».
Selon cette grille de lecture, les équivoques, les paradoxes, les élans et les retombées des madrigaux de Gesualdo trouveraient une explication : « comme tous les Don Juans, Carlo Gesualdo réclame l’impossible ».

### Une œuvre équivoque
Le génie de Gesualdo repose, selon Alfred Einstein, sur « un dualisme stylistique et une musique toute en oxymore ».

## Postérité musicale
Bien après la mort du compositeur, ses madrigaux ont continué de circuler dans l’Europe entière. Cette diffusion posthume fut favorisée par le principe éditorial de l’ultime publication de 1613. L’impression en partition avait pour but d’offrir un objet d’étude à la postérité. Grâce à elle se forgea une image particulière de Gesualdo.

### Éloge des contemporains
Dès le début du XVIIe siècle, les théoriciens de la musique n'avaient pas manqué, comme Adriano Banchieri, de saluer la maîtrise du compositeur dans la « rhétorique des passions », le plaçant au côté de Monteverdi pour la force expressive de son discours (« oratione »). Pietro Della Valle, dans son traité Della musica dell'età nostra (1640) lui rendit ainsi un magnifique hommage posthume, doublé d'une fine analyse musicale :

« Il faut bien savoir les règles d'art et qui ne les sait est très ignorant, mais celui qui ne se risque pas de temps en temps à les transgresser pour faire mieux ne sait absolument rien. […] Les premiers qui, en Italie, ont suivi louablement cette voie ont été le prince de Venosa, qui a sans doute donné l'exemple à tous les autres en termes de canto affettuoso, Claudio Monteverdi, Jacopo Peri… »

À Dresde, Heinrich Schütz demanda en 1632 qu’on lui fasse parvenir d’Italie des copies des madrigaux du prince de Venosa et de ses épigones napolitains afin de les étudier.

### Condamnation des classiques
Le musicologue Alfred Einstein n’hésitait pas à évoquer le sentiment de « mal de mer » que provoquait en lui l’audition des madrigaux de Gesualdo.

### Redécouverte de «l'avant-garde du passé»
Les commentateurs modernes sont encore frappés par certains enchaînements des « accords » dans les madrigaux de Gesualdo. Philip Heseltine évoquait, à leur sujet, des sortes de prémonitions wagnériennes, des affinités avec les sonorités des lieder de Wolf ou encore les compositions de Bruckner et de Strauss. Jocelyne Kiss juge néanmoins le rapprochement « contestable entre [la musique] de Wagner et les audaces chromatiques du prince de Venosa ».
Cette manière d’entendre relève encore de l’équivoque, pour Denis Morrier : « nulle pensée harmonique ne règne ici, mais au contraire une pure polyphonie enrichie d’accidents qui altèrent les sons sans en modifier l’essence. L’effet est prodigieux, l’illustration des mots saisissante. Mais notre culture auditive moderne ne doit pas nous tromper sur la véritable nature de cette pièce. C’est un merveilleux chef-d’œuvre de polyphonie contrapuntique modale qui nous est ici révélé ».

## Interprétations

### Questions d'instrumentation
Dans les éditions originales, toutes les parties de la polyphonie sont pourvues de texte, ce qui dénote leur nature vocale. Toutefois, la pratique du madrigal au XVIe siècle permettait de substituer ou d’adjoindre à ces voix des instruments (violons, violes, claviers, luths, voire des vents…) Le goût dominant, du temps de Gesualdo et de Monteverdi, privilégiait le mélange des voix et des instruments.
Selon Denis Morrier, « notre esthétique contemporaine privilégie au contraire l’idée que l’exécution madrigalesque se fait exclusivement a cappella, sans instruments : c’est là une idée reçue qu’il convient aujourd’hui de relativiser ».

### Questions de mouvement
Les partitions originales de Gesualdo ne comportent aucune indication de mouvement, de nuances ou de dynamique, conformément à l'usage de l'époque. La musique venant toujours colorer le texte, ou le rendre plus expressif, les mots eux-mêmes indiquaient aux chanteurs quel débit ou quelle vitesse adopter. L'écriture rend souvent compte des intentions du compositeur : des blanches ou des rondes pour exprimer la tristesse languissante ou l'aiguillon douloureux, des croches et des doubles croches pour faire naître un sentiment de joie ou de légèreté aérienne.
Cet usage présente quelques inconvénients. Ainsi, l'art de Gesualdo se limiterait s'il soulignait toujours les termes du poème. Un musicien peut trouver un intérêt à mettre en opposition le texte et la musique. Et dans le cas de mots plus « neutres », plusieurs interprétations sont possibles. Enfin, il semble naturellement vain de prétendre chanter ces madrigaux comme ils l'étaient « à leur époque », donc de donner une interprétation définitive d'une musique particulièrement riche d'ambiguïtés et de contrastes.
Chaque livre de madrigaux dure environ une heure, mais on peut observer de grandes différences entre les versions enregistrées.

## Postérité culturelle
Les musicologues du XXe siècle et du XXIe siècle hésitent à conclure de manière définitive à propos de l'œuvre de Gesualdo. Selon Denis Morrier, « ses œuvres nous interrogent. Elles nous étonnent et nous troublent à chaque audition. Elles portent un message d’une évidente modernité, qui a fasciné et surtout inspiré tous ceux qui s’interrogent sur le devenir des langages contemporains. »

### Hommages musicaux
Les madrigaux de Gesualdo ont inspiré certains compositeurs du XXe siècle, qui ont rendu hommage au prince compositeur :
- Le Monumentum pro Gesualdo de Stravinsky, composé en 1960, commémorait le 400e anniversaire de la naissance du compositeur, que l'on croyait alors être né en 1560[62],
- Drei Madrigalkomödien de Péter Eötvös (1970-1990)[63], qui reprennent le poème du madrigal Moro lasso ! al mio duolo, le compositeur hongrois reconnaissant par ailleurs une dette personnelle envers Gesualdo pour son propre développement artistique[64],
- Carlo (1997), pour orchestre à cordes et bande magnétique du compositeur australien Brett Dean, qui reprend les premières mesures de Moro lasso ! al mio duolo,
- Le voci sottovetro, elaborazioni da Carlo Gesualdo di Venosa de Salvatore Sciarrino (1998)[65] pour mezzo-soprano et ensemble instrumental, d'après deux madrigaux des cinquième et sixième livres et deux pièces de la musique instrumentale de Gesualdo,
- Les Gesualdo Variations (2010), où le guitariste et compositeur David Chevallier fusionne, autour de six madrigaux des cinquième et sixième livres, ensemble vocal, écriture contemporaine et musique improvisée.

### Témoignages littéraires
Dans son ouvrage, Les Portes de la perception, Aldous Huxley commente une audition sur disque des madrigaux de Gesualdo :

« La musique instrumentale, chose assez curieuse, me laissa assez froid. Le concerto pour piano en ut mineur, de Mozart, fut arrêté après le premier mouvement, et fut remplacé par un enregistrement de quelques madrigaux de Gesualdo.
« Ces voix », dis-je avec satisfaction, « ces voix, elles sont une espèce de pont pour revenir au monde humain. »
Et elles demeurèrent un pont, même lorsqu'elles chantèrent les compositions les plus étonnamment chromatiques du prince dément. Au travers des phrases rocailleuses des madrigaux, la musique poursuit son cours, ne restant jamais dans le même ton durant deux mesures consécutives. Chez Gesualdo, ce personnage fantastique extrait d’un mélodrame de Webster, la désintégration psychologique avait exagéré, avait poussé à sa limite extrême, une tendance inhérente à la musique modale, en tant qu'opposée la pleinement tonale. Les œuvres qui en résultaient me semblaient avoir pu être écrites par le Schœnberg de la dernière époque.
« Et pourtant », me sentis-je contraint de dire, en écoutant ces étranges produits d'une psychose de Contre-Réforme travaillant sur une forme d’art médiéval tardif, « et pourtant, peu importe qu'il soit tout en fragments. L'ensemble est désorganisé. Mais chaque fragment individuel est bien en ordre, et est représentatif d’un Ordre supérieur. L’Ordre supérieur prévaut, même dans la désintégration. La totalité est présente, même dans les fragments rompus. Plus nettement présente, peut-être, que dans une œuvre complètement cohérente. Du moins n'est-on pas doucement poussé dans un sentiment de fausse sécurité par quelque ordre simplement humain et fabriqué. On est obligé de compter sur sa perception immédiate de l'ordre ultime. De sorte qu'en un certain sens, la désintégration peut avoir ses avantages. Mais c’est dangereux, bien sûr, terriblement dangereux. Supposez qu'on ne puisse pas revenir, sortir du chaos… »

### Gesualdo auXXIesiècle
Revenant sur les difficultés que présentent les madrigaux du prince de Venosa, Denis Morrier considère que « les « règles ordinaires de la tonalité » ne peuvent expliquer la musique de Gesualdo. Celles de la modalité et du contrepoint nous dévoilent un auteur respectueux de certaines traditions ».
Selon Jocelyne Kiss, « Gesualdo reste un cas unique dans l’histoire du madrigal. Sa sensibilité, son extravagance, sa volonté d’extérioriser, de nous faire part de son univers feutré et contradictoire, l’ont conduit vers un pathos, une esthétique qui, même si elle apparaît, au regard d’œuvres telles que celles de Monteverdi ou Marenzio comme désordonnée, peu fluide et techniquement limitée, nous livre des affects et des sentiments authentiques, sans pudeur et rarement mis en musique jusqu’alors ».

## Partition

### Premières éditions anciennes
- Primo Libro et Libro Secondo de Madrigali del Principe di Venosa, Vittorio Baldini, Ferrare, 1594,
- Madrigali del Principe di Venosa, Libro Terzo, Vittorio Baldini, Ferrare, 1595,
- Madrigali del Principe di Venosa, Libro Quarto, Vittorio Baldini, Ferrare, 1596,
- Madrigali del Principe di Venosa, Libro Quinto et Libro Sexto, Giovanni Giacomo Carlino, Gesualdo, 1611,
- Madrigali del Principe di Venosa, Simone Molinaro, Gênes, 1613.

### Première édition moderne
- (de) Wilhelm Weismann et Glenn Watkins, Carlo Gesualdo, Sämtliche Werke, Hambourg, Deutscher Verlag für Musik, 1957-1967

## Discographie
- Intégrale des 6 livres de madrigaux :

1. Quintetto vocale italiano, direction Angelo Ephrikian, Arcophon, distribution Harmonia Mundi, Telefunken (enregistrements 1965-1969), réédition Rivo Alto 1993 et Newton Classics 2012.
Considérée comme une référence dans l'interprétation des madrigaux, l'intégrale d'Ephrikian se caractérisait, selon Diapason, par une « présence poétique aux accents visionnaires et hallucinés absolument insurpassables »[67].
2. The Kassiopeia Quintet, Globe GLO5221 à GLO5226 (enregistrements 2003-2008).
3. Delitiae Musicae direction Marco Longhini, Naxos 8.507013 (enregistrements 2010-2013).
4. La Venexiana, direction Claudio Cavina (pour les livres IV etV) et la Compagnia del Madrigale (livres I à III et VI), Glossa Records  (enregistrements 2000-2022).
À l'origine l'ensemble La Venexiana devait entreprendre une intégrale qui ne fut pas menée à terme en 2005, ne furent enregistrés que les livres IV et V. La Compagnia del Madrigale constituée d'anciens membres de la Venexiana prit le relai et acheva le cycle pour Glossa[68].
5. Les Arts Florissants direction Paul Agnew, Harmonia Mundi (enregistrements 2019-2023).

### Ouvrages généraux
- (en) Alfred Einstein, The Italian madrigal, vol.II, Princeton, Princeton University Press, 1949 (réimpr. 1971),
- (en) Aldous Huxley (trad. de l'anglais), Les Portes de la perception, Paris, 10/18, 1977, 319 p. (ISBN 2-264-00125-9). , traduit de l'anglais par Jules Castier,
- (it) Angelo Solerti, Le origine del melodramma : Testimonianze dei contemporanei, Bologne, Forni, 1980,
- (en) S. Giora Shoham, Art, Crime, & Madness : Gesualdo, Caravaggio, Genet, van Gogh, Artaud, Londres, Sussex Academic Press, 2002, 209 p. (ISBN 978-1-903900-06-2).
- Jocelyne Kiss, Le madrigal italien à la fin du seizième siècle, Paris, Éditions Publibook, 2002, 123 p. (ISBN 978-2-7483-2845-5, lire en ligne).

### Articles consacrés au compositeur
- (de) Carl Dahlhaus, Zur chromatischen Technik Carlo Gesualdos., Analecta Musicologica, IV, 1967
- (de) Carl Dahlhaus, Gesualdos manieristische dissonaztechnik, Berlin, Merseburger, 1974
- Mathilde Catz, Contraintes modales et chromatismes dans les derniers madrigaux de Gesualdo, Paris, Musurgia, vol.III, n°2, 1996
- (it) Elio Durante et Anna Martellotti, Le due "scelte" napoletane di Luzzascho Luzzaschi, Florence, S.P.E.S., 1998

### Monographies
- (en) Cecil Gray et Philip Heseltine, Carlo Gesualdo : musician and murderer, Londres, Trubner & Co., 1926 (réed.2012) (ISBN 978-1-275-49010-9).
- (en) Glenn Watkins, Gesualdo : The Man and His Music, Londres, Oxford University Press, 1991, 2e éd. (1re éd. 1973), 414 p. (ISBN 0-19-816197-2)
- Denis Morrier, Carlo Gesualdo, Paris, Fayard, 2003, 118 p. (ISBN 2-213-61464-4).
- (en) Glenn Watkins, The Gesualdo Hex : music, myth, and memory, New York, W. W. Norton, 2010, 384 p. (ISBN 978-0-393-07102-3).
- Catherine Deutsch, Carlo Gesualdo, Paris, Bleu nuit éditeur, coll. « Horizons », 2010, 176 p. (ISBN 978-2-35884-012-5).